# 2141 Simferopol
2141 Simferopol este un asteroid din centura principală, descoperit pe 30 august 1970 de Tamara Smirnova.